# Ines Müller
Ines Müller (dekliški priimek Reichenbach), nemška atletinja, * 2. januar 1959, Grimma, Vzhodna Nemčija.
Nastopila je na poletnih olimpijskih igrah v letih 1980 in 1988, dosegla je osmo in četrto mesto v suvanju krogleo. Na svetovnih prvenstvih je osvojila bronasto medaljo leta 1987, na svetovnih dvoranskih prvenstvih srebrno medaljo leta 1985, kot tudi na evropskih prvenstvih leta 1986.